# Lim Ji-hyun
Jeon Hye-sung (comúnmente conocida como Lim Ji-Hyun) es una desertora norcoreana conocida principalmente por su desaparición de su casa en Seúl y su posterior reaparición en la televisión norcoreana en 2017. Antes de esto, era conocida por detallar públicamente su vida en Corea del Norte.

## Carrera en Corea del Sur
En abril de 2014, Lim escapó de Corea del Norte a China pagando a los corredores todos sus ahorros. Trabajó como camarera en Seúl antes de hacerse famosa en las redes sociales por contar sus historias sobre la vida en Corea del Norte.
Se convirtió en una invitada frecuente en la televisión de Corea del Sur.

### Escándalo
Lim se vería involucrada en un escándalo en el que fue acusada de ser trabajadora sexual mientras estaba en China. Se publicaron varias fotografías que supuestamente mostraban a Lim participando en actos sexuales. Más tarde se reveló que estas fotos no eran de Lim.

## Desaparición y reaparición en Corea del Norte
Lim desapareció de Corea del Sur en 2017. Según la policía, su casa quedó prácticamente intacta.
En junio de 2017, Lim reapareció en una entrevista en la televisión norcoreana. Durante la entrevista, afirmó que la vida en Corea del Sur es “un infierno en la tierra” y dijo que lamentaba su decisión de desertar y luego le pidió perdón a Kim Jong-un. Afirmó vivir con sus padres en la ciudad norcoreana de Anju.
Si bien afirmó que regresó a Corea del Norte por su propia voluntad, muchos especulan que fue secuestrada por agentes norcoreanos.
Su última aparición conocida en la televisión norcoreana fue en 2017.